# Obramax Atacado de Construção
Obramax Atacado de Construção é uma rede de lojas pioneira no modelo de atacarejo de materiais de construção no Brasil, pertencente ao grupo francês Adeo. Lançada no país em 2015 e com primeira loja inaugurada em 2018, a Obramax tem presença em São Paulo e Rio de Janeiro, e conta ainda com uma operação de comércio eletrônico.
Diferentemente da Leroy Merlin, rede de varejo de materiais de construção e decoração voltado às classes A e B e que pertence ao mesmo grupo Adeo, a Obramax é focada no profissional da construção civil, que atende obras de pequeno e médio porte, e às classes C, D e E, que realizam a própria obra ou reforma.

## História no Brasil
Em 2015, a Obramax foi lançada no Brasil, trazendo o conceito de atacarejo de materiais de construção para o país. Três anos após seu lançamento, em 2018, a rede abriu sua primeira loja na Mooca, São Paulo. Em 2019, a segunda loja foi inaugurada em Praia Grande, também em São Paulo. A expansão seguiu em 2021 com a abertura da loja em Benfica, Rio de Janeiro.
A inauguração do primeiro Centro de Distribuição em Mauá, São Paulo, ocorreu em 2022. A expansão continuou em 2023 com a abertura da quarta loja da rede em Piracicaba, São Paulo. Em 2024, a Obramax realizou a abertura de sua loja em Jacarepaguá e em Guadalupe, ambas na cidade do Rio de Janeiro, e mais duas outras unidades na Região Metropolitana do Rio de Janeiro, sendo uma em Duque de Caxias e uma em Mesquita. A rede anunciou ainda em 2024 a meta de abrir 26 lojas adicionais até 2026, totalizando 30 pontos de venda no país.